# Quenzsee
Der Quenzsee ist ein Havel-See im westlichen Stadtgebiet von Brandenburg an der Havel.

## Geographische Angaben
Der Quenzsee liegt am westlichen Ausgang des Silokanals, der der Schifffahrt seit 1910 die Passage der südlich durch das Stadtgebiet von Brandenburg verlaufenden teilweise engen Brandenburger Niederhavel und 2 km Fahrtstrecke erspart. Der Quenzsee ist Bestandteil der Bundeswasserstraße Untere Havel-Wasserstraße der Wasserstraßenklasse IV, für die das Wasser- und Schifffahrtsamt Brandenburg zuständig ist. Im Süden hat der See Anschluss an die Seenplatte des Plauer Sees. Er bildet den Abschluss der sogenannten glazialen Bohnenland-Görden-Rinne. In den Quenzsee mündet neben dem Silokanal auch der Quenzgraben aus dem nahen Gördensee.
Der Quenzsee nimmt eine Fläche von etwa 68 ha ein (s. Liste der Seen in Brandenburg). Andere Autoren geben 90 ha an. Außerhalb der rd. 1,3 km langen Fahrrinne beträgt seine maximale Tiefe knapp über drei Meter.

## Entstehung und Alter
Der Quenzsee entstand zusammen mit dem Breitlingsee, dem Plauer See und dem Möserschen See nach dem Abschmelzen des Gletschers des Brandenburger Stadiums der Weichseleiszeit vor ca. 19.000 Jahren als Grundmoränensee.

## Name
Erstmals schriftlich erwähnt wird der See im Jahr 1249 als stagnum Quentz. Die Bedeutung des Namens ist unsicher. Manche Autoren führen ihn auf das altpolabische „kwet'ny“ von kvet = „Blume“ zurück, was mit „Blume, farbig“ zu übersetzen wäre (vergleiche russisch: цвет „Farbe“, цветка „Blume“).

## Sonstiges
Nach dem Quenzsee wurde ein Siedlungsgebiet der Stadt Brandenburg „Der Quenz“ benannt. Der Quenz wird vorwiegend vom Standort eines Elektro-Stahlwerkes dominiert. Dieses Stahlwerk liegt am Ostufer des Quenzsees.
Während des Zweiten Weltkriegs betrieb das OKW in einem umgebauten Herrenhaus am See eine Sabotageschule für Spione, in der George John Dasch und weitere Teilnehmer eine Spionageausbildung für das gescheiterte Unternehmen Pastorius erhielten.